# Jacha Tata Danzanti
El Jach'a Tata Danzanti es el protagonista de una danza típica boliviana relacionada con la fertilidad. 

## Historia y características
El nombre Jacha Tata Danzanti significa, en aymara, "gran señor danzante". Se dice que antes en época pre y postcolonial, los bailarines disfrazados de Jacha Tata Danzanti bailaban hasta morir después de bailar varios días sin parar, cumpliendo así una especie de sacrificio o función social con el ciclo agrícola. Actualmente, si bien la danza es muy exigente con los bailarines, estos ya no bailan hasta morir.
El traje se caracteriza por su máscara de gran tamaño y peso, que está adornada con sapos, lagartos y serpientes, animales propios del mundo de abajo o manqhapacha. También supone una chaquetillo y unos faldones de bayeta de la tierra. En el baile a veces es acompañado por dos diablos (a manera de guardianos) y dos o tres águilas, que interpretan la música con pinquillos.
En 1989, ganó notoriedad en la cultura popular al figurar en la película La nación clandestina del cineasta boliviano Jorge Sanjinés.
En septiembre de 2021 se impulsó un proyecto de ley para declarar a este personaje como patrimonio cultural de Bolivia.